# Drew Hodges
Drew Hodges (13 de octubre de 1993) es un deportista canadiense que compite en piragüismo en la modalidad de aguas tranquilas. Ganó dos medallas en los Juegos Panamericanos de 2019.

## Palmarés internacional
| Juegos Panamericanos | Juegos Panamericanos | Juegos Panamericanos | Juegos Panamericanos |
| Año                  | Lugar                | Medalla              | Competición          |
| -------------------- | -------------------- | -------------------- | -------------------- |
| 2019                 | Lima (Perú)          | Medalla de plata     | C2 1000 m            |
| 2019                 | Lima (Perú)          | Medalla de bronce    | C1 1000 m            |